# الدوبحي

تعديل مصدري - تعديل

قرية الدوبحي هي إحدى قرى عزلة جعار بمديرية خنفر التابعة لمحافظة أبين، بلغ تعداد سكانها ألفين نسمة حسب تعداد اليمن لعام 2004.